# Равена (Тексас)
Равена (енгл. Ravenna) град је у америчкој савезној држави Тексас. По попису становништва из 2010. у њему је живело 209 становника.

## Демографија
Према попису становништва из 2010. у граду је живело 209 становника, што је 6 (2,8%) становника мање него 2000. године.
| Група             | 2000.       | 2010.       |
| Белци             | 209 (97,2%) | 188 (90,0%) |
| Афроамериканци    | 0 (0,0%)    | 2 (1,0%)    |
| Азијати           | 0 (0,0%)    | 0 (0,0%)    |
| Хиспаноамериканци | 3 (1,4%)    | 12 (5,7%)   |
| Укупно            | 215         | 209         |